# 1524 en musique classique
| \| • Retour à la chronologie générale de la musique classique • \| |
| Grèce • Rome • Haut Moyen Âge • VIIIe siècle • IXe siècle • Xe siècle • XIe siècle XIIe siècle • XIIIe siècle • XIVe siècle • XVe siècle • XVIe siècle • XVIIe siècle XVIIIe siècle • XIXe siècle • XXe siècle • XXIe siècle |
| • Retour à la chronologie générale de la musique classique • |

| Années en musique classique : 1521 - 1522 - 1523 - 1524 - 1525 - 1526 - 1527    |
| Décennies en musique classique : 1490 - 1500 - 1510 - 1520 - 1530 - 1540 - 1550 |

## Naissances
- Simon Joly, musicien et compositeur français.
- Girolamo Parabosco, polygraphe, compositeur et organiste italien († 21 avril 1557).